# きかんしゃトーマス ぼくのたいせつなともだち
『きかんしゃトーマス ぼくのたいせつなともだち』（原題：Thomas and Friends : The Biggest Friends of All）は、テレビシリーズ『きかんしゃトーマス』の長編シリーズ第20作目の作品である。2DCGアニメーションにリニューアルされたテレビシリーズ（All Engines Go）においては第3作目の劇場版となる。

## 概要
『きかんしゃトーマス』の原作『汽車のえほん』の誕生80周年を記念して全国公開される劇場作品。
本作は日本でのテレビ放送が見送られていた2D版第1シリーズの6話を再構成した作品となっている。

日本独自企画として、80年の歴史を振り返るムービーと、現行キャストによって新録されたオリジナルシリーズのテーマソング「きかんしゃトーマスのテーマ2（原題：Engine Roll Call）」が冒頭を飾る。

## エピソードリスト
ここでの日本語版サブタイトルは、ポプラ社出版のストーリー絵本に基づく。
| 話数   | 話数                   | サブタイトル                                                     | 監督                                    | 脚本・作詞                                              | 挿入歌                                             | 挿入歌作曲                            | 備考                                  |
| 上映順 | プロダクションオーダー | サブタイトル                                                     | 監督                                    | 脚本・作詞                                              | 挿入歌                                             | 挿入歌作曲                            | 備考                                  |
| ------ | ---------------------- | ---------------------------------------------------------------- | --------------------------------------- | ------------------------------------------------------- | -------------------------------------------------- | ------------------------------------- | ------------------------------------- |
| 1      | 33                     | トーマスとピカピカまつり A Light Delivery                        | ジェイソン・グロー ショーン・ジェフリー | ニキ・リットン                                          | ぼくはいちばんのきかんしゃだ The Number One Engine | ヒル・クルクティス ダムネイト・ドイル |                                       |
| 2      | 29                     | パーシーとケーキ・ポワン Thomas and Percy's Eggsellent Adventure | ジェイソン・グロー ショーン・ジェフリー | ブレント・ピアスコスキ クレイグ・カーライル（作詞のみ） | ぼくらふたり Between You and Me                    | ヒル・クルクティス ダムネイト・ドイル |                                       |
| 3      | 38                     | ニアとピアノとヤシとウシ Nia's Perfect Plan                      | キャンベル・ブライヤー                  | ピーター・ガフニー                                      |                                                    |                                       | リック・サバル製作総指揮不参加        |
| 4      | 43                     | ディーゼルといとしのラスティ A Rusty Rescue                      | キャンベル・ブライヤー                  | ニキ・リットン                                          | おれのラスティちゃん My Rusty Can                  | アンヌリーズ・ノローニャ              | リック・サバル製作総指揮不参加        |
| 5      | 6                      | カナとはなのおうこく Kana Goes Slow                              | キャンベル・ブライヤー                  | クレイグ・カーライル                                    |                                                    |                                       | ヘンリー初登場回 いたずら貨車初台詞回 |
| 6      | 30                     | みんなでいこうよ ビーチ・カーニバル！ Calliope Crack-Up          | キャンベル・ブライヤー                  | サラ・アイゼンバーグ ベッキー・ワンバーグ               |                                                    |                                       |                                       |

## キャスト
| 役名                 | オリジナル(北米版)声優                      | 英国版声優                                  | 日本語吹き替え |
| -------------------- | ------------------------------------------- | ------------------------------------------- | -------------- |
| トーマス             | ミーシャ・コントレラス                      | アーロン・バラシ                            | 田中美海       |
| パーシー             | チャーリー・ゼルツァー                      | アンリ・チャールズ                          | 越乃奏         |
| カナ                 | エイヴァ・ロ                                | クロエ・ラファエル                          | 大久保瑠美     |
| ニア                 | タリア・エヴァンス                          | シャーデー・スミス                          | 古賀英里奈     |
| ディーゼル           | ショモイ・ジェームス・ミッチェル            | ヘンリー・ハリソン                          | 山藤桃子       |
| カーリー             | ジェナ・ウォーレン                          | エヴァ・モハメド                            | 土師亜文       |
| サンディー           | グリー・ダンゴ                              | ホリー・ディクソン                          | 山下七海       |
| ブルーノ             | （「きかんしゃトーマスのテーマ2」歌唱のみ） | （「きかんしゃトーマスのテーマ2」歌唱のみ） | 竹内恵美子     |
| ゴードン             | ニール・クローン                            | ウィル・ハリソン=ウォーレス                 | 武内駿輔       |
| クランキー           | コーリー・ドラン                            | ウィル・ハリソン=ウォーレス                 | 堂坂晃三       |
| いたずら貨車・赤     | コーリー・ドラン                            | ジャイ・アームストロング                    | 堂坂晃三       |
| いたずら貨車・緑     | ジェイミー・ワトソン                        | ジャイ・アームストロング                    | 岡本幸輔       |
| バルストロード       | ジェイミー・ワトソン                        | ウィル・ハリソン=ウォーレス                 | 内野孝聡       |
| アニー               | キャサリン・ディッシャー                    | ウェンディ・パターソン                      | 神本綾華       |
| クララベル           | リンダ・カッシュ                            | ウェンディ・パターソン                      | 神本綾華       |
| ハロルド             | ブルース・ダウ                              | ジャイ・アームストロング                    | 神尾晋一郎     |
| トップハム・ハット卿 | ブルース・ダウ                              | トム・デュセック                            | 岡本幸輔       |
| ジェームス           | ルーク・マーティ                            | トム・デュセック                            | 伊東健人       |